# Diocesi di Vitoria

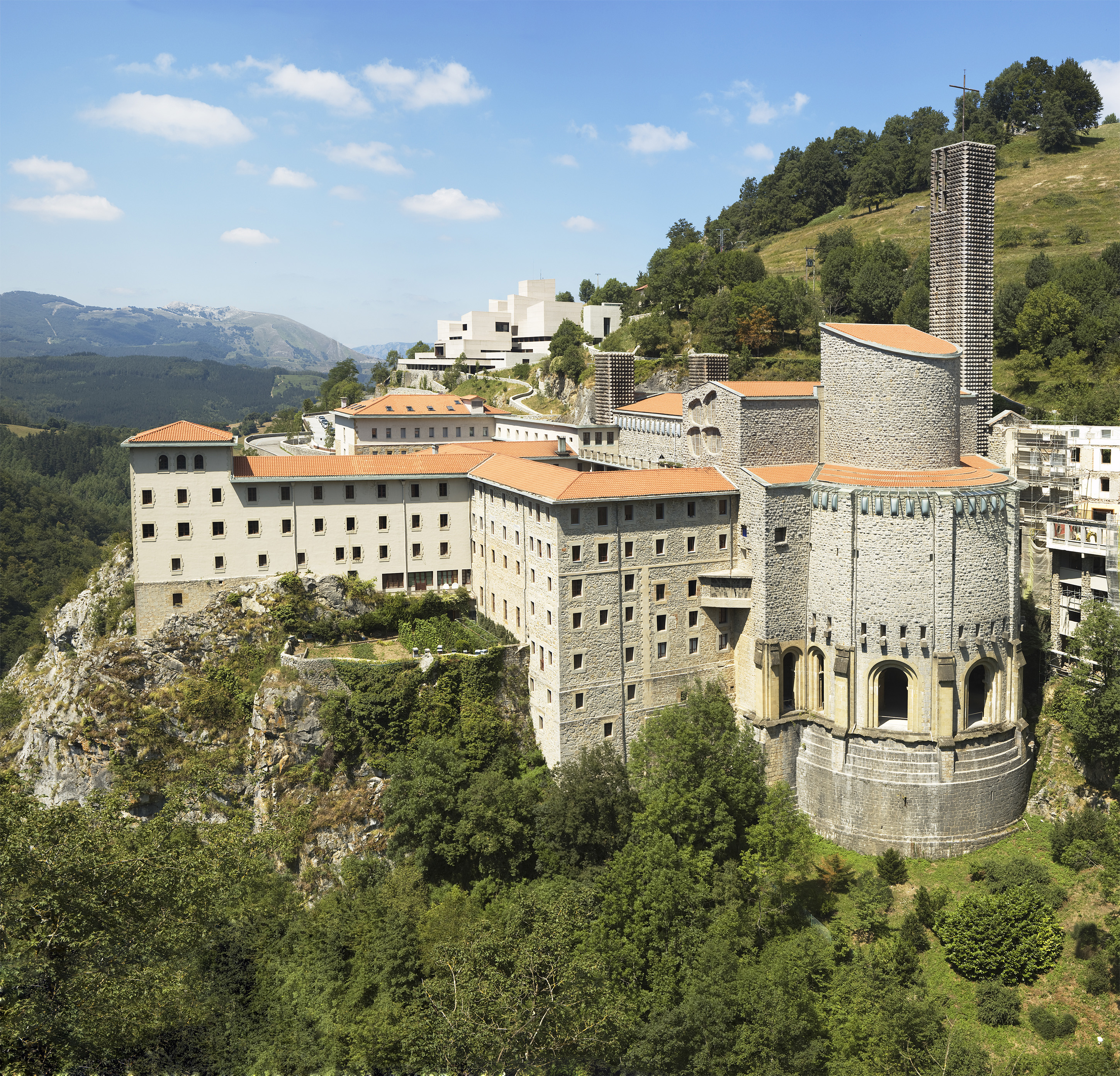
Il santuario di Arantzazu.

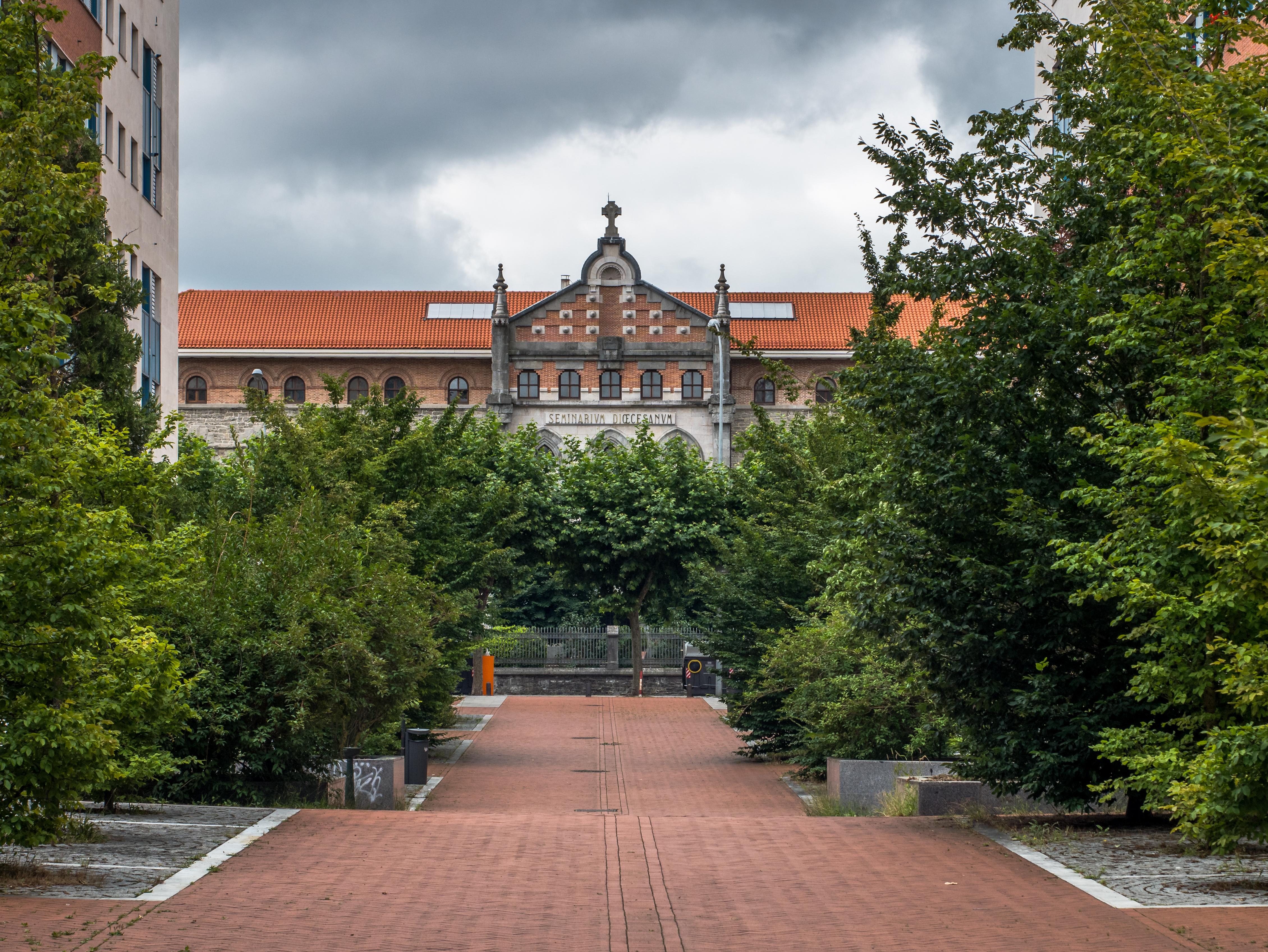
Il seminario diocesano.

La diocesi di Vitoria (in latino: Dioecesis Victoriensis) è una sede della Chiesa cattolica in Spagna suffraganea dell'arcidiocesi di Burgos. Nel 2022 contava 226.000 battezzati su 335.975 abitanti. È retta dal vescovo Juan Carlos Elizalde Espinal.

## Territorio
La diocesi comprende la provincia di Álava, i comuni di Condado de Treviño e di La Puebla de Arganzón nella provincia di Burgos, e quello di Orduña in Biscaglia.
Sede vescovile è la città di Vitoria, dove si trovano la cattedrale di Santa Maria Immacolata e l'ex cattedrale di Santa Maria. A Oñati sorge la basilica minore e santuario di Arantzazu.
Il territorio è suddiviso in 421 parrocchie.

## Storia
Nell'alto medioevo la regione di Álava fu sede di una diocesi omonima, documentata dal IX all'XI secolo, in seguito soppressa e assorbita dalla diocesi di Calahorra (oggi diocesi di Calahorra e La Calzada-Logroño).
La diocesi è stata eretta l'8 settembre 1861 con la bolla In celsissima di papa Pio IX, ricavandone il territorio dall'arcidiocesi di Burgos e dalle diocesi di Calahorra e La Calzada, di Pamplona (oggi arcidiocesi di Pamplona e Tudela) e di Santander. Comprendeva in origine le tre province basche.
Nel 1880 è stato inaugurato il seminario diocesano, cui nel 1930 ha fatto seguito il seminario attuale.
Il 2 novembre 1949, in forza della bolla Quo commodius di papa Pio XII ha ceduto le province di Biscaglia e di Gipuzkoa a vantaggio dell'erezione rispettivamente delle diocesi di Bilbao e di San Sebastián; inoltre ha acquisito il territorio del comune di Condado de Treviño, in precedenza appartenuto alla diocesi di Calahorra e La Calzada. Contestualmente San Prudenzio di Armentia è stato proclamato patrono principale della diocesi.

## Cronotassi dei vescovi
Si omettono i periodi di sede vacante non superiori ai 2 anni o non storicamente accertati.
- Diego Mariano Alguacil Rodríguez † (23 dicembre 1861 - 18 dicembre 1876 nominato vescovo di Cartagena)
- Sebastián Herrero Espinosa de los Monteros † (18 dicembre 1876 - 28 agosto 1880 dimesso[3])
- Mariano Miguel Gómez Alguacil y Fernández † (16 dicembre 1880 - 30 dicembre 1889 nominato arcivescovo di Valladolid)
- Ramón Fernández Piérola y López de Luzuriaca † (30 dicembre 1889 - 25 gennaio 1904 deceduto)
- José Cadena y Eleta † (14 novembre 1904 - 18 luglio 1913 nominato arcivescovo di Burgos)
- Prudencio Melo y Alcalde † (18 luglio 1913 - 4 dicembre 1916 nominato vescovo di Madrid e Alcalá de Henares)
- Leopoldo Eijo y Garay † (22 marzo 1917 - 14 dicembre 1922 nominato vescovo di Madrid e Alcalá de Henares)
- Zacarías Martínez Núñez, O.S.A. † (14 dicembre 1922 - 2 dicembre 1927 nominato arcivescovo di Santiago di Compostela)
- Mateo Múgica y Urrestarazu † (10 marzo 1928 - 12 ottobre 1937 dimesso[4])
  - Sede vacante (1937-1943)
- Carmelo Ballester y Nieto, C.M. † (10 giugno 1943 - 9 ottobre 1948 nominato arcivescovo di Santiago di Compostela)
- José María Bueno y Monreal † (13 maggio 1950 - 27 ottobre 1954 nominato arcivescovo coadiutore di Siviglia[5])
- Francisco Peralta y Ballabriga † (10 gennaio 1955 - 10 luglio 1978 dimesso)
- José María Larrauri Lafuente † (16 febbraio 1979 - 8 settembre 1995 ritirato)
- Miguel José Asurmendi Aramendia, S.D.B. † (8 settembre 1995 - 8 gennaio 2016 ritirato)
- Juan Carlos Elizalde Espinal, dall'8 gennaio 2016

## Statistiche
La diocesi nel 2022 su una popolazione di 335.975 persone contava 226.000 battezzati, corrispondenti al 67,3% del totale.
| anno | popolazione | popolazione | popolazione | presbiteri | presbiteri | presbiteri | presbiteri                | diaconi | religiosi | religiosi | parrocchie |
| anno | battezzati  | totale      | %           | numero     | secolari   | regolari   | battezzati per presbitero | diaconi | uomini    | donne     | parrocchie |
| ---- | ----------- | ----------- | ----------- | ---------- | ---------- | ---------- | ------------------------- | ------- | --------- | --------- | ---------- |
| 1950 | 1.016.500   | 1.017.843   | 99,9        | 2.649      | 1.907      | 742        | 383                       |         |           | 6.568     | 736        |
| 1970 | 207.000     | 207.681     | 99,7        | 482        | 386        | 96         | 429                       |         | 269       | 1.124     | 417        |
| 1980 | 254.002     | 267.036     | 95,1        | 471        | 364        | 107        | 539                       |         | 310       | 1.019     | 503        |
| 1990 | 267.000     | 280.000     | 95,4        | 432        | 327        | 105        | 618                       |         | 306       | 979       | 419        |
| 1999 | 276.000     | 289.902     | 95,2        | 387        | 284        | 103        | 713                       | 3       | 211       | 852       | 422        |
| 2000 | 279.000     | 291.983     | 95,6        | 396        | 288        | 108        | 704                       | 3       | 227       | 839       | 412        |
| 2001 | 278.000     | 291.161     | 95,5        | 376        | 284        | 92         | 739                       | 3       | 193       | 784       | 422        |
| 2002 | 281.000     | 294.322     | 95,5        | 372        | 274        | 98         | 755                       | 3       | 195       | 818       | 422        |
| 2003 | 280.000     | 298.345     | 93,9        | 357        | 264        | 93         | 784                       | 3       | 185       | 740       | 422        |
| 2004 | 278.134     | 302.164     | 92,0        | 349        | 259        | 90         | 796                       | 3       | 177       | 730       | 422        |
| 2010 | 276.745     | 325.579     | 85,0        | 314        | 232        | 82         | 881                       | 4       | 144       | 651       | 422        |
| 2014 | 298.000     | 329.900     | 90,3        | 291        | 219        | 72         | 1.024                     | 5       | 138       | 600       | 432        |
| 2017 | 237.000     | 330.116     | 71,8        | 270        | 207        | 63         | 877                       | 7       | 121       | 590       | 423        |
| 2020 | 226.886     | 337.629     | 67,2        | 251        | 193        | 58         | 903                       | 6       | 103       | 549       | 423        |
| 2022 | 226.000     | 335.975     | 67,3        | 237        | 182        | 55         | 953                       | 6       | 88        | 361       | 421        |